# Valdeavellano (kommunhuvudort)
Valdeavellano är en kommunhuvudort i Spanien.   Den ligger i provinsen Provincia de Guadalajara och regionen Kastilien-La Mancha, i den centrala delen av landet, 70 km öster om huvudstaden Madrid. Valdeavellano ligger 969 meter över havet och antalet invånare är 104.
Terrängen runt Valdeavellano är kuperad åt sydost, men åt nordväst är den platt. Runt Valdeavellano är det mycket glesbefolkat, med 6 invånare per kvadratkilometer. Närmaste större samhälle är Guadalajara, 16,7 km väster om Valdeavellano. Trakten runt Valdeavellano består till största delen av jordbruksmark.